# Tillandsia recurvata
Heno de bola (Tillandsia recurvata) también conocida como gallinita, es una especie de planta epifita perteneciente a la familia de las bromeliáceas. Es nativa de las regiones tropicales y subtropicales de América. Llega a tener una altura de hasta 30 cm, con una o dos flores sésiles y vainas grises de 1 cm de ancho. Se distribuye desde el centro de Argentina pasando por el norte de Chile y terminando en Estados Unidos de América. Se aprovecha para tratar enfermedades que están relacionadas con tumores.

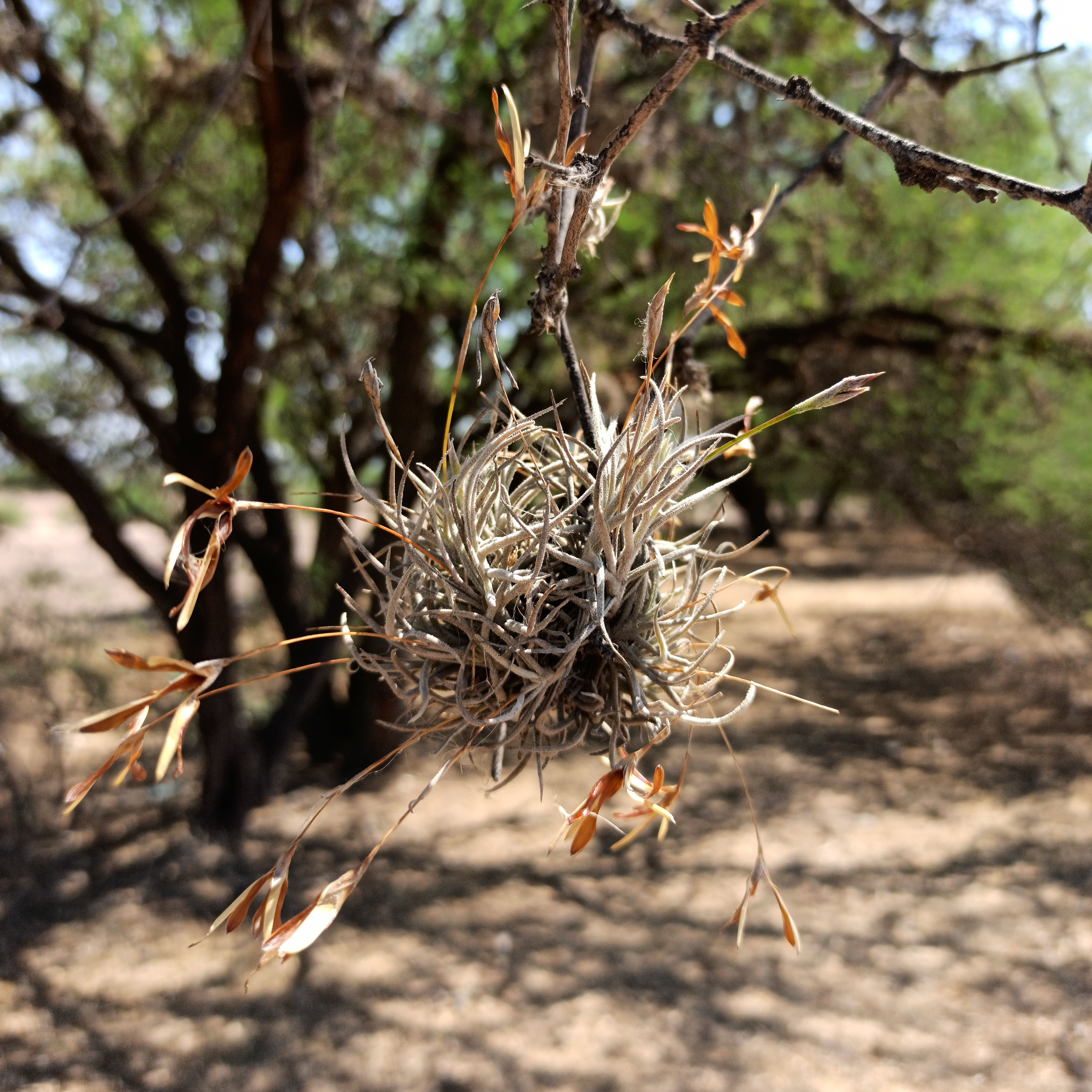
Vista de la planta

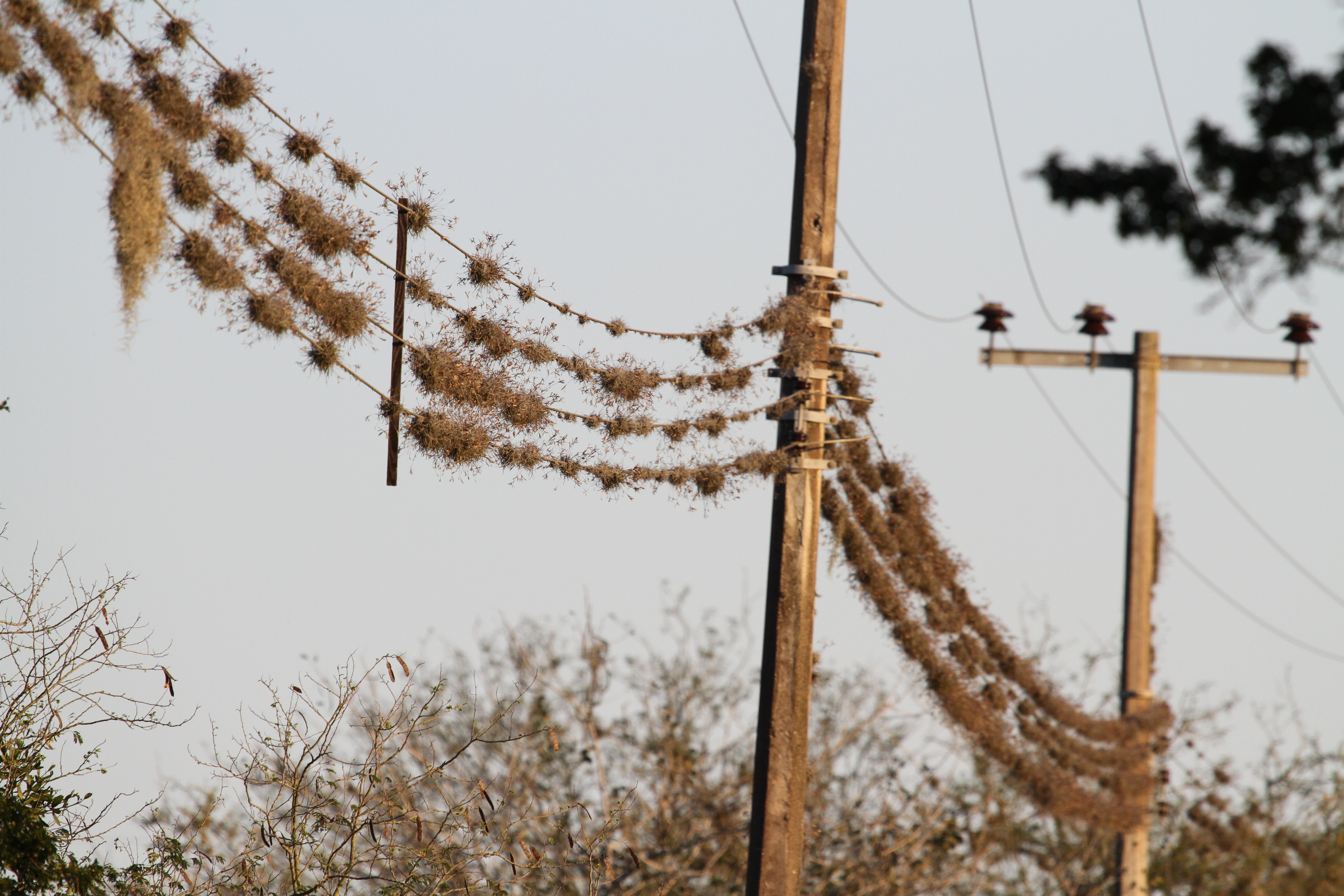
Colgadas de cables telefónicos

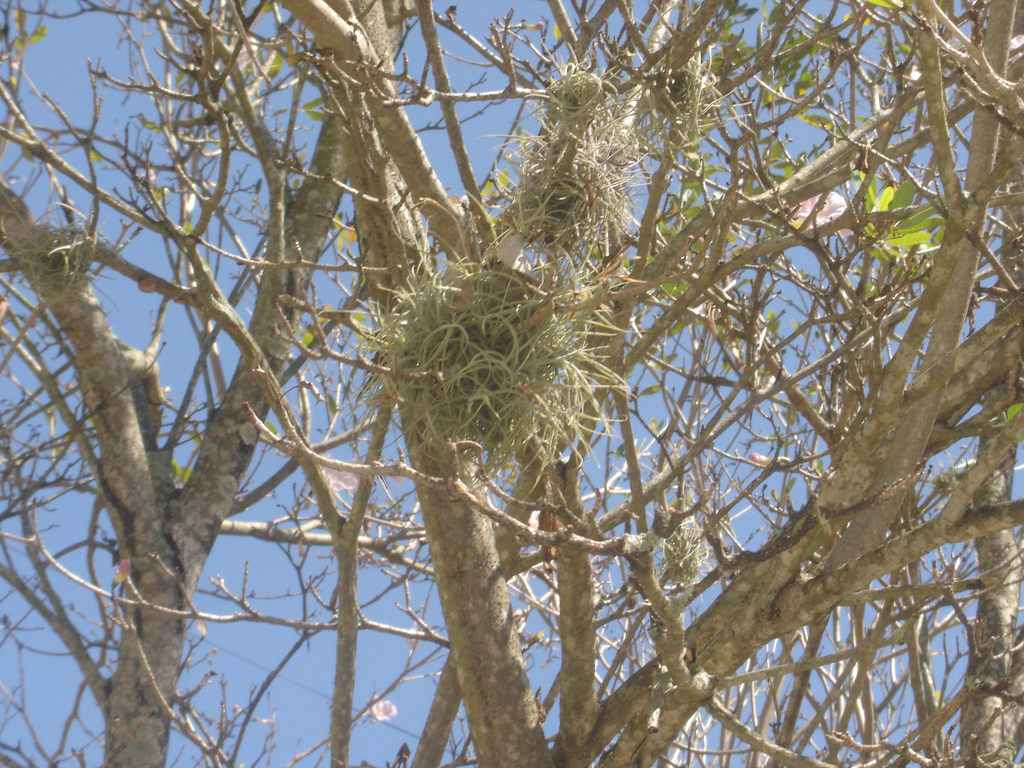
En los árboles

## Descripción
Caulescentes alcanza un tamaño de hasta 14 (30) cm de alto cuando fértiles; tallo 2–5 (–10) cm de alto. Hojas 5–10 cm de largo; vainas de 1 cm de ancho, pajizas, glabras proximalmente, densamente lepidoto-pubescentes distalmente; láminas filiformes, atenuadas, 0.5–1 (–2) mm de ancho, densamente cinéreo- o a veces ferrugíneo-lepidotas. Escapo 5–13 cm de largo, raquis expuesto, brácteas simples o a veces en pares justo por abajo de la flor(es); inflorescencia simple, erecta, con 1 o 2 (–5) flores, brácteas florales 0.7–1.1 cm de largo, más cortas a más largas que los sépalos, erectas, indumento cinéreo-lepidoto subadpreso, ecarinadas, nervadas, membranáceas a subcartáceas, flores sésiles o con pedicelos hasta 1 mm de largo; sépalos 0.4–0.9 cm de largo, ecarinados, libres a brevemente connados; pétalos azules. Cápsulas de 1.5 cm de largo.
Es una planta epífita. Crece comúnmente en árboles, pero también en alambradas, cables de transmisión eléctrica o vallas. No es una parásita: Solo requiere apoyo físico de su huésped, recibiendo sus nutrientes del polvo y partículas que colecta con sus barbas.

## Distribución
En México se distribuye en la Sierra Madre Occidental y la Sierra Madre Oriental. Hay algunos registros en Tabasco, Chiapas y Yucatán,

## Nombres comunes
- (Español)
  - heno, heno barbón,[4] agavepalo[5] (en México)
  - huayhuaco macho, salvage macho, salvagina macho (en Perú)[5] es
  - Planta del aire (norte de Chile).
  - Clavel del Aire (centro de Argentina)
  - Bromelia, Clavel del aire, Gallinitas, Gallitos, Golondrina, Heno, Heno chico, Viejito (España)
- Mulix, Pet' k' in, X-mulix (Maya)[6]

## Propiedades
Ha demostrado gran actividad antitumoral y en aplicaciones in vitro contra el VIH / SIDA[cita requerida], así como en estudios con animales.  El Dr. Henry Lowe  de Jamaica ha solicitado una patente de los EE. UU. para un extracto de Tillandsia recurvata que produce la muerte de las células tumorales por apoptosis. (Lowe 2008).
En el Caribe hay personas que la usan para espantar espíritus malignos.

## Taxonomía
Tillandsia recurvata fue descrita en 1762 por Carlos Linneo en Species Plantarum, Editio Secunda 1: 410.

### Etimología
Tillandsia: nombre genérico que fue nombrado por Carlos Linneo en 1738 en honor al médico y botánico finlandés Dr. Elias Tillandz (originalmente Tillander) (1640-1693).
recurvata: epíteto latíno que significa "recurvada"

### Sinonimia
- Diaphoranthema recurvata (L.) Beer
- Diaphoranthema uniflora (Kunth) Beer
- Renealmia recurvata L.
- Tillandsia monostachya W.Bartram
- Tillandsia pauciflora Sessé & Moc.
- Tillandsia recurvata forma argentea André
- Tillandsia recurvata forma brevifolia André
- Tillandsia recurvata forma caespitosa André
- Tillandsia recurvata var. ciliata Mez
- Tillandsia recurvata var. contorta (André) André ex Mez
- Tillandsia recurvata forma contorta André
- Tillandsia recurvata forma elongata André
- Tillandsia recurvata var. genuina André
- Tillandsia recurvata forma major André
- Tillandsia recurvata forma minor André
- Tillandsia recurvata forma minuta (Mez) A.Cast.
- Tillandsia recurvata var. minuta Mez
- Tillandsia uniflora Kunth[9][10][11]